# Merle Dixon
Merle Dixon és un personatge de la sèrie de televisió The Walking Dead, interpretat per Michael Rooker.
Va ser creat pel desenvolupador de sèries Frank Darabont. El personatge es va presentar per primera vegada a la primera temporada com un caçador de redneck del sud que té un germà petit, Daryl. És misògin i racista, la qual cosa provoca tensions entre ell i el seu grup de supervivents. Després d'una trobada amb el protagonista de la sèrie Rick Grimes, Merle desapareix i s'uneix a la comunitat de Woodbury, Geòrgia, on es converteix en la mà dreta de El Governador. Es veu atrapat en el conflicte entre el governador i en Rick, sobretot quan ningú del grup de Rick el vol al grup, excepte Daryl.

## Biografia del personatge
La Merle és el germà gran de Daryl Dixon. No tenint mare i un pare negligent i abusiu, Merle va criar Daryl quan no estava empresonat en detenció juvenil. Tot i que no s'indica el temps i l'especialitat ocupacional militar, Merle va servir al Cos de Marines dels Estats Units, on en algun moment va parlar amb un suboficial i posteriorment li va treure cinc dents. Segons Shane i Daryl, Merle era un traficant de drogues abans del brot.

### Primera temporada
Merle fa el seu debut a One Way Out, al costat d'un grup de supervivents que es van quedar atrapats a Atlanta en una caminada a la recerca de subministraments. Mentre es troba al terrat de l'edifici, la Merle comença a disparar als zombis al carrer amb un rifle de franctirador mentre la resta del grup li crida que s'aturi. Esclata una baralla entre ell i el T-Dog, a qui la Merle va insultar anomenant-lo "negre", i el T-Dog s'ho passa pitjor. Després de noquejar a tothom i proclamar-se líder, en Rick Grimes l'immobilitza a trets Merle, que el punxa a una canonada. La Merle es posa sota la vigilància de T-Dog mentre els altres supervivents busquen una manera d'escapar de la ciutat. Quan el grup troba una sortida, T-Dog intenta alliberar Merle, però accidentalment deixa caure les claus de les manilles per un desguàs; i, per tant, es veu obligat a abandonar-lo al terrat. Abans de marxar, T-Dog tanca la porta de la terrassa perquè els zombis no puguin arribar a la Merle.
A l'episodi Welcome Back Dad, quan els zombis envaeixen l'edifici i arriben al terrat, Merle es veu obligat a tallar-li la mà per alliberar-se i escapar. De tornada al campament fora de la ciutat, en Rick i la resta del grup intenten explicar què li va passar a Daryl. Daryl, T-Dog, Rick i Glenn decideixen tornar a Atlanta per trobar la Merle i recuperar una bossa plena d'armes que Rick va perdre. Un cop al lloc de l'abandonament de Merle, els quatre, però, ja no el troben i només descobreixen la seva mà tallada. A l'episodi de Vatos es descobreixen els rastres de la fugida de Merle. El grup intenta seguir els rastres de sang que va deixar, però sense èxit. De tornada a fora, descobreixen que el camió en què van arribar ha desaparegut. En Rick sospita que la Merle l'ha robat mentre fugia.

### Segona temporada
Merle està absent durant gran part de la segona temporada. Apareix només a l'episodi Findings, en forma d'una al·lucinació que fa que Daryl es desperti d'un desmai just a temps per sobreviure a un atac de zombis i li recordi que forma part d'un grup que ha abandonat el seu germà en un terrat. la misericòrdia dels zombis...

### Tercera temporada
Merle reapareix a la tercera temporada. Aquesta temporada es revela que va ser rescatat pel governador de Woodbury i s'ha convertit en un dels seus homes més importants a qui s'encarrega el treball brut. Crearà molts problemes al grup de Rick segrestant i torturant a Glenn i Meggie per obtenir informació sobre el seu grup en nom del governador. Se li encarrega de matar Michonne després de la seva decisió d'abandonar Woodbury, fracassa la missió i decideix mentir al governador dient que ell va matar la dona. Després de l'atac a Woodbury per part de Rick, Michonne i la majoria del grup, el governador descobrirà l'engany de Merle i decidirà fer-lo lluitar contra el seu germà Daryl per sobreviure i perdó. Tanmateix, la Merle i el seu germà s'uneixen per escapar i ho aconsegueixen. La Merle es tornarà a unir al grup de supervivents, tot i que tots menys el seu germà li són hostils. Quan el governador demana a Rick que lliuri Michonne a canvi de la total llibertat del seu grup, Merle, adonant-se que Rick mai no podria fer un gest així, decideix segrestar Michonne i portar-la al governador sense dir res als altres. ., per tal de posar fi a l'assumpte. Durant el viatge per lliurar Michonne al governador, les paraules de Michonne fan que la Merle canviï d'opinió, que decideix deixar lliure a la dona i anar a emboscar el governador, cosa que fallarà i Merle serà assassinada pel mateix governador d'un tret. Transformat en zombi, finalment és abatut per Daryl entre llàgrimes.

## Desenvolupament i recepció
L'actor Michael Rooker va descriure els seus pensaments sobre el paper: "Merle és un supervivent de l'Apocalipsi zombi. I quan el coneixeu per primera vegada podeu dir que fins i tot abans que es caigués tota la merda era una mena de gilipollas. No juguem cap idiota. Molt d'això en el nostre retrat, però és el tipus de persona on no estàs realment segur de si hauria d'estar al capdavant... si seria un bon líder o no, tot i que sens dubte creu que ho és." Merle va ser un dels nombrosos personatges introduïts en el segon episodi de la sèrie, "Guts". Kirkman estava satisfet amb l'actuació de Rooker, replicant que va ser "'The Michael Rooker Show' per a un episodi sòlid."
A Eric Goldman d'IGN no li va agradar la presentació de Merle, titllant-lo de "ridícul". Leonard Pierce de The A.V. Club va comentar que "Merle és un gran dolorós polze a la meitat de l'episodi: comportant-se com ningú en la seva situació mai ho faria, el seu personatge sembla existir sense cap altra raó que causar problemes dramàticament convenients". En la seva ressenya. del següent episodi, "Tell It to the Frogs", Pierce assenyala que tot i que "Merle és un imbècil racista que podria haver matat tothom, en un món on l'única distinció real és entre els vius i els morts, deixant-lo a ell. ser trencat deixa una mica de mal gust a la boca de tothom."
Rooker va confirmar la seva aparició a l'episodi de la segona temporada "Chupacabra" a la Convenció Aliens to Zombies de 2011 al Hollywood Roosevelt Hotel a Hollywood, Califòrnia. "Ningú s'esperava aquest nivell de culte a Merle", va articular. "És un home tan boig, tot val. Hi ha una incertesa sobre Merle, com si tornarà quan menys t'ho esperes. És l'home del coc, i als espectadors els encanta aquest suspens. La pregunta número u que jo" m'ha preguntat: "Quan tornarà el teu personatge?" No puc dir quan, però prometo que serà un viatge salvatge." L'escriptor Robert Kirkman va insistir que Rooker era una delícia durant la producció, i esperava que aparegués regularment a The Walking Dead.
Rooker va estimar inicialment que va perdre 20 lliures preparant-se per al seu retorn a la tercera temporada, i després va comptar que havia perdut 28 lliures. Zack Handlen, escrivint per a The A.V. Club, va comentar que "Merle era un personatge terrible, tot estereotips idiotes i fanfarrons" però que en el seu retorn al tercer episodi de la temporada "Walk with Me", "tot i que sense cap mena de dubte és un fill de puta, és més fàcil de prendre, menys. obertament horrible i més imponent". L'escriptor de HitFix, Alan Sepinwall, va comentar que les escenes de Woodbury del següent episodi "Killer Within" "continuen demostrant l'atracció que un home com el governador tindria sobre Merle", però la ressenya de Zack Handlen de l'episodi per a The A.V. Club va assenyalar que les interaccions de Merle amb el Governador introdueixen certa tensió entre ells. En la seva ressenya de l'episodi "Hounded", Handlen assenyala que les motivacions de Merle "sembla que canvien una mica per justificar el que la història necessiti que faci. Però probablement això sigui intencionat; malgrat tota la planificació tranquil·la del governador, Merle és un cap calent, un imbècil. qui creu que és un líder i, per tant, seguirà prenent decisions impulsives fins que una d'aquestes decisions el matin." Erik Kain, per a la revista Forbes, va descriure la traïció del Governador a Merle al final de mitja temporada "Fet per Patir" com una sorpresa que no va veure venir, mentre que la ressenya de Zack Handlen de l'episodi va anomenar la traïció "gairebé massa perfectament dissenyada […] No és del tot increïble; simplement no és tan creïble, ni tan intens, com hauria d'haver estat." En la seva ressenya de l'episodi d'estrena de mitja temporada de la tercera temporada "El rei suïcida", Darren Franich d'Entertainment Weekly va escriure: "Crec que The Walking Dead ha enganxat la reintroducció de Merle Dixon. Sempre era un tram que Merle acabaria de passar n per tornar a trobar la Colla Grimes, tenint en compte l'extensió solitaria en el nou món infestat de zombis." Zack Handlen va qualificar l'obertura de l'episodi com "una seqüència decent" que va deixar de banda les grans apostes del cliffhanger, en part perquè Merle i Daryl van fer surt viu.